# Français de Géorgie

Armoiries de la République française

Les Français de Géorgie étaient au nombre de 440 le 17 avril 2019 : ils étaient 326 le 31 décembre 2015, 376 le 31 décembre 2016 et 405 le 10 novembre 2017,.

## Histoire
Des légendes, des évènements réels et des fables romantiques ont souvent enrichi l’histoire des Français en Géorgie. En 1858, lors d’un diner à Tiflis, Alexandre Dumas aurait bu plus de vin que chacun des convives géorgiens. En 1876, le prince Achille Murat (1847-1895) vient habiter avec sa jeune épouse, Salome Dadiani , en Mingrélie. En 1905, le peintre Niko Pirosmani s’éprend d’une actrice française en tournée à Tbilissi, et le jour de son départ couvre de fleurs la rue de sa résidence. 
Le patronyme « Prangishvili » (ფრანგიშვილი en géorgien), signifiant fils de Français, existe toujours en Géorgie.

## XXesiècle

### Voyageurs
Les voyageurs français sur le territoire géorgien restent l'exception.
En mars 1905 l’actrice française Marguerite se produit à Tiflis, Niko Pirosmani peint l’un de ses plus célèbres tableaux.
En avril 1920, la République française, envoie l’un de ses diplomates, Damien de Martel, afin d’entrer en contact avec les dirigeants de la République démocratique de Géorgie qui souhaite faire reconnaître son retour à l’indépendance. 
En septembre 1920, une délégation socialiste — SFIO, opposée aux bolcheviks —, composée des députés Albert Inghels, Adrien Marquet et  Pierre Renaudel, visite la Géorgie. À partir de 1921 et jusqu'en 1991, le pouvoir soviétique invite des délégations françaises — en liaison avec le Parti communiste français — afin de montrer ses réalisations ; ces visites sont suivies de publications en France comme celle d'Henri Barbusse en 1929, acquis à la cause soviétique, ou comme celle d'André Gide en 1936, dénonçant la propagande. 
En juillet 1947, l'agence française Magnum Photos envoie depuis Paris, en URSS (et en particulier à Tbilissi), ses deux plus célèbres représentants Robert Capa et John Steinbeck.

### Résidents
Il convient de mentionner les quelques personnes issues de l'émigration politique géorgienne des années 1920, nées en France, de nationalité française, portant des patronymes géorgiens, retournées vivre sur le territoire géorgien après la Seconde Guerre mondiale, comme la famille de Serge Tsouladzé en 1958 ou d'Ethéry Djakéli en 1967. 
En mars 1993, Bernard Fassier est nommé ambassadeur de France en Géorgie : il est le premier diplomate français résidant à Tbilissi,.

## XXIesiècle

### Voyageurs
Après les voyageurs français venus découvrir le Caucase aux siècles précédents, une nouvelle catégorie de voyageurs français s’est développée en Géorgie au début du XXIe siècle, celle des journalistes venus découvrir le pays de la révolution des Roses (et son très médiatique acteur principal) pour Le Monde Daniel Vernet, Sophie Shihab, Marie Jégo, Natalie Nougayrède, Alexandre Billette, Piotr Smolar,  pour Le Figaro Laure Mandeville, Isabelle Lasserre ou Fabrice Nodé-Langlois, pour Libération Hélène Despic-Popovic. 
D'autres voyageurs ont sillonné la Géorgie à la découverte de l'imprévisible, reporters dans la lignée du journalisme comme Clément Girardot, ou dans celle de la photographie comme Arnaud Contreras, Aurélien Giraud,  Aurélien Buttin, Julien Pebrel, Lara-Scarlett Gervais, Alexandre Carpentier, Aurélien Villette ou Maxime Crozet. 
Un journalisme français de proximité, plus sédentaire, s’est parallèlement installé à Tbilissi : le premier exemple fut Régis Genté en 2001 — il couvre aujourd’hui le Caucase, l’Asie centrale, l’Ukraine et le Sud de la Russie —. Il a été suivi par Claire Delessard, François Grémy, Célia Chaufour, Nicolas Landru ou Emmanuel Guillemain d’Echon avant qu'ils ne connaissent d’autres destins. Ils ont donné naissance à des revues, des sites Internet ou des blogs plus ou moins éphémères, comme La Vie en Géorgie (2001 à 2004), Géorgie Plus et Caucase international (2004 à 2006), Caucaz Com (2004-2008) ou Le Canard du Caucase (2012 à 2015). 
D'autres catégories de voyageurs français séjournent dans ce pays : des universitaires en charge d’études sur la Géorgie comme Silvia Serrano, Maroussia Ferry ou Yoann Morvan, des conférenciers de métier comme Benjamin Martinie, dit Tolt, Jean-Claude Forestier ou Nicolas Pernot.  
Le cas particulier de professionnels français, expatriés un temps pour former des jeunes Géorgiens, est illustré par Jean-Loup Hanquart, maitre tailleur de pierre, qui a conduit un chantier-école en 2017. 
Le nombre de voyageurs français en Géorgie a été de 12 191 en 2016, de 16 053 en 2017 et de 21 765 en 2018.

### Résidents
Aujourd'hui le principal contingent de citoyens français résidant sur le territoire géorgien est constitué des membres — et de leur famille le cas échéant — d'institutions françaises, Ambassade de France (conduite tour à tour par Mireille Musso, Salomé Zourabichvili, Philippe Lefort,  Éric Fournier , Renaud Salins,  Pascal Meunier et Diégo Colas), Institut français, Office français de l'immigration et de l'intégration, Agence française de développement) et d'organismes associés (École française du Caucase dirigée successivement par Virginie Constans-Villechange, Florence Michaud Fournier, Thibaud Millier, Anne Deleskiewicz et Bernard Menault). 
Il est suivi par celui des membres de délégations et missions internationales (Nations unies, Union européenne...), ainsi que de celui des membres d'associations caritatives et religieuses (sœurs catholiques Sainte-Nino d'Akhaltsikhé par exemple). 
Un certain nombre d'entrepreneurs privés — dont une poignée est présente depuis plus de vingt ans — est installé durablement en Géorgie comme Jacques Fleury (eaux minérales et vins,, Antoine Bardon (biens de consommation,), Ludovic Girod (conseil en entreprise
,) ou Jean-Michel Charles (boulangerie française,) ; ils ont fondé la Chambre de commerce et d'industrie France-Géorgie. D'autres sont, ou ont été,  à l'origine d'entreprises individuelles comme Jean-Jacques Jacob cultivateur de blé biologique, fabricant de pain à la française et détaillant à Tbilissi, Zoé Perret fondatrice de café et chef de chœur, Romain Brisson cofondateur de METIS Bar Restaurant, Brice Bordo cofondateur de Backstage76,, ou Thibault Flament. Une mention particulière est à apporter aux vignerons français installés en Géorgie afin de produire le vin selon les méthodes ancestrales du pays, comme Vincent Julien et Guillaume Gouerou, Vincent Vit, ou Bastien Warskotte. À mi-2019, 55 entreprises géorgiennes comportaient des capitaux français selon Reestri On - BIA (Tbilissi). 
Des cadres de grandes entreprises françaises disposant de filiales sur le territoire géorgien résident quelques années en Géorgie : ce fut le cas de ceux qui appartenaient à la Société générale de 2006 à 2016, c'est le cas de ceux qui appartiennent à Accor Hotels, Alstom, Carrefour, Lactalis, Servier ou Sanofi Aventis, ainsi que ceux qui appartiennent aux entreprises à taille humaine comme Ladurée. 
Par le jeu des double nationalités — elles ne sont plus exceptionnelles pour l'État géorgien depuis le 1er janvier 2019 — certains citoyens géorgiens, qui résident aujourd'hui en Géorgie, portent la nationalité française acquise par naturalisation lors de leur séjour en France.
Une nouvelle catégorie de résidents étrangers apparaît depuis l'été 2020, les télétravailleurs numériques basés sur le territoire géorgien et œuvrant pour des entreprises situées à l'étranger : dans le cadre du programme Remotely from Georgia les autorités géorgiennes ont mis en place un visa spécial, donnant droit de travailler sur place, à condition de rester au moins six mois dans le pays.
Sur le plan quantitatif, l'effectif des citoyens français proposé pour la Géorgie par le ministère des Affaires étrangères de la France reflète les inscriptions individuelles au registre du consulat à Tbilissi : il est probable qu'il soit légèrement sous-estimé.

## Perspectives
La lente évolution du nombre de voyageurs  français en Géorgie — pour l'instant quantitativement marginale par rapport aux 4,7 millions de voyageurs étrangers provenant pour l'essentiel des pays limitrophes — aurait dû se poursuivre pour les années à venir, accéléré par la globalisation et la pratique de la langue anglaise : le coup d'arrêt au tourisme entraîné par la pandémie de l'année 2020, même si la Géorgie en a limité les effets, ne permet plus les mêmes projections. Pour ce qui concerne les résidents français, hors ceux qui sont attachés aux délégations des institutions françaises et aux entreprises françaises, il est difficile de prévoir toute évolution : la mode de la culture underground pratiquée à Tbilissi et attirant les jeunes générations européennes, celle de la recherche d'un pays de résidence authentique pour les moins jeunes générations, perdureront ou ne perdureront pas. La réussite du programme Remotely from Georgia, destiné aux télétravailleurs numériques, est d'abord basée sur des personnels anglophones, fussent-ils d'origine française.